# Копачки рит
Копачки рит (на хърватски: Kopački Rit) е природен парк в Бараня, в източната част на Хърватия.

## Местоположение
Намира се на границата със Сърбия, северозападно от вливането на Драва в Дунав и североизточно от Осиек. Площта на парка е 17 700 хектара. През 1976 г. най-ценната част от парка с площ от 8000 хектара е запазена за зоологически резерват.

## Територия
По-голямата част от природния парк е покрита с влажни зони. Копачки рит е един от най-големите и най-добре запазени образци на недокоснатия езеро-блатен пейзаж в Дунавския басейн. Паркът и неговите блата отговарят на критериите на Рамсарската конвенция, в която са изброени всички влажни зони с международно значение. Територията е включена в списъка на ключовите орнитологични райони (Важна зона за птици), също така е включен като обект на ЮНЕСКО за световно наследство.

## Флора и фауна
Най-голям интерес представляват птиците в парка. Тук гнездят около 260 вида птици (сива гъска, черен щъркел, бял щъркел, тръстиков блатар и ливаден блатар, орел рибар, морски орел, голям корморан, рибарник, зелен кълвач, торбогнезд синигер, ловен сокол, различни видове чапла, гларуси, чайки и много други). Голям брой птици, основно обитатели на влажните зони, използват Копачки рит като място за почивка по време на сезонни миграции. Някои видове птици гнездят тук в колонии.
Повече от 40 вида риби (щука, мъздруга, лин, платика, шаран, сом, бяла риба, костур и др.) се срещат в езерата на парка. Сред обитателите на горите са елени, сърни, диви свине, невестулки, самури, горски котки, язовец, видра. Богатата растителност, характерна за влажните зони, е широко представена в парка.
Паркът е отворен за посещения като част от екскурзии. Посещението се заплаща. Риболов с лиценз е разрешен само в определени райони.